# مک‌آدو (تگزاس)
مک‌آدو (به انگلیسی: McAdoo) یک منطقهٔ مسکونی در ایالات متحده آمریکا است که در تگزاس واقع شده‌است. مک‌آدو ۹۰۸٫۹۲ متر بالاتر از سطح دریا واقع شده‌است.